# Quero (Olaszország)
Quero (velenceiül Cuero) település Olaszországban, Veneto régióban, Belluno megyében.  Quero Alano di Piave, Feltre, Seren del Grappa, Vas és Segusino községekkel határos.

## Népesség
A település lakossága az elmúlt években az alábbi módon változott: